# Palais Brzozowski (Varsovie)
La Palais Brzozowski (polonais : Pałac Brzozowskich) est un palais située Ulica Bracka (pl), dans l'arrondissement de Śródmieście, à Varsovie.

## Sources
- (pl) Cet article est partiellement ou en totalité issu de l’article de Wikipédia en polonais intitulé « Pałac Brzozowskich w Warszawie » (voir la liste des auteurs).